# 東京シティ競馬中継
東京シティ競馬中継（とうきょうしてぃけいばちゅうけい）とは大井競馬場で開催されている競馬を中継しているテレビ番組である。TOKYO MXおよび南関東地方競馬チャンネルなどで放送・配信されている。
2011年以降、オープニングで表示される番組名は、TOKYO MX、南関東地方競馬チャンネルともに「東京シティ競馬実況中継」となっている。

## 概要
TOKYO MXでは1995年11月6日放送開始。1999年8月2日の南関東地方競馬チャンネル開局から同チャンネルでも放送開始。南関東地方競馬チャンネルによる内容となって以降の制作はNHK（日本放送協会）の関連団体であるNHKグローバルメディアサービス（NHK G-Media）に委託している。
2010年度まで、トゥインクルレース開催時は番組名が「東京シティ競馬トゥインクルレース中継」となっていたが、2011年度はトゥインクルレース開催時も「東京シティ競馬中継」として放送された。
レース映像、パドック映像、実況については、場内で流れている物をそのまま使用している。2024年6月5日開催の東京ダービーからはメインレース並び最終レースの2競走を対象としてトラッキングシステムが導入されたことから本番組でも同システムによる情報が表示されている。

### TOKYO MX
1995年11月6日の番組開始から現在に至るまで東京メトロポリタンテレビジョン（TOKYO MX）にて放送されている。

#### チャンネルの変遷
- 1995年11月6日の番組開始時から2003年11月までアナログ放送のみだったこともあり、同年の地上デジタル放送開始以降もしばらくマルチ編成ではない通常のチャンネルで放送されていた。
- 2006年7月のデジタル放送マルチ編成開始から2008年度までの昼間開催時、2009年度までのトゥインクルレース開催時は、アナログ放送、地上デジタル放送メインチャンネル（TOKYO MX 1）で放送していた。ただし地上デジタル放送開始以降、東京都議会中継などと放送時間が重なった場合は、地上デジタル放送第2チャンネルとワンセグ2サービスのみとなる場合があった。
- 2009年度の昼間開催時より、地上デジタル放送第2チャンネル（TOKYO MX 2）とワンセグ2サービスのみの放送となり（同年の年末開催時を除く）、2010年度のトゥインクルレース開催時からも同様の放送形態となる。なおこの形態のまま2011年にアナログ放送が終了したため、アナログ放送での最終放送は2009年度となった。
- のちに地上デジタル放送メインチャンネル（TOKYO MX 1）での放送に戻る。
- 近年はTOKYO MX2のみの中継となっていたが、2020年の帝王賞以降、重賞レースに限り、当該レースの時間帯はTOKYO MX2に加えて、TOKYO MX1でも本中継を同時放送していた。その場合は同年9月まではレギュラー番組の放送時間の変更・休止、10月以降は『news TOKYO FLAG』の放送時間を短縮することで対応した[3]。2021年は同番組を通常通り放送したため、同時放送が20時00分までとなり、メインレースの時間帯はMX2のみで放送、同時放送は同年限りで終了した。
- 2015年7月から2024年6月まではTOKYO MXが提供している同時配信アプリ「エムキャス」でもライブ配信されていた[4]。

#### 編成の変遷
- 昼間開催時は15:50〜17:30[5][6]、トゥインクルレース開催時は15:50〜21:00[6][7][8][9]となっている。また、年末の薄暮競走開催時は18:00まで放送となる。
- 2010年3月15日放送のトゥインクルレース開催「東京シティ競馬中継」から、2部制の男性司会者と後半4レースの解説者のみの出演となり、女性アシスタントの出演はなくなった。また、同日放送から全レースで場内実況を使用している（以前はレース映像と番組後半の実況を独自に制作していた[10]）。
- 2011年度から2部制の女性司会者に変更された。
- 2011年からパドック、返し馬でのBGMが変更となった。
- 2025年度にもパドック、返し馬でのBGMが変更となった。主な変更点は下記記載。
- 画面表記が変わりパドック、返し馬の表示が変更された。全体的にポップな印象になった。　　　　　　　　　　　　　　　また、JRAとの交流重賞時には出走表画面、パドック紹介で騎手服が表示される様になった。
- 2020年11月からDAZNで同時配信される重賞開催日には場内のリポートや全レースの勝利騎手インタビューを行う（前半、後半で各1名。後述の司会者が担当）。また番組独自で、パドック・本馬場にテレビカメラを設置する。
- 年末の東京大賞典開催日は拡大放送が行われる。この場合、平日の東京証券取引所取引日と重なった場合は『東京マーケットワイド』（STOCKVOICE制作）の放送時間を短縮している[11]。

### 南関東地方競馬チャンネル
1999年8月2日の南関東地方競馬チャンネル開局から現在に至るまで放送されている。
スカパー・ブロードキャスティングがスカパー! Ch.120で放送する同チャンネルでは大井、川崎、浦和、船橋の各競馬場で開催されるレースを全レース放送している。その内、大井競馬の中継は『東京シティ競馬実況中継』、それ以外の3場の中継を『南関東地方競馬中継』として放送している。「南関東地方競馬シリーズ」として両番組の視聴契約をする方式（現在は標準画質からHD画質への移行にともない、Ch.120の放送は2014年5月31日にて放送終了。HD放送のCh.678で放送開始）。
料金は月額1080円。
当初はディレクTVでスタートしたがディレクTVの経営不振による撤退と視聴者のスカパー!移行に伴い、スカパー!での放送に移行した。
2021年10月1日からひかりTVでの配信を開始した。
スカパー!番組配信並びにSPOOXでのネット配信も行われていたが、2025年3月31日で終了した。
羽田盃及び東京ダービー、帝王賞、東京大賞典の開催前には本番組をベースとした事前特別番組を製作している。この番組は東京シティ競馬中継を放送している放送局（南関東地方競馬チャンネル・TOKYO MX・ひかりTV・ケーブルテレビ品川）に加え、東京シティ競馬の公式YouTubeとグリーンチャンネルでも放送及び配信が行われている。

### ケーブルテレビ品川
大井競馬場のある地元品川区をエリアとするケーブルテレビのケーブルテレビ品川では、テレビサービスの全加入者に対し、「東京シティ競馬チャンネル」の名称で視聴可能となっている。

### DAZN
2020年11月3日開催のジャパンブリーディングファームズカップ（JBC）から定額制動画配信サービスのDAZNでも本番組のサイマル配信を開始した。主に東京大賞典や東京2歳優駿牝馬といった重賞開催日の全レースを配信していた。配信から7日間、見逃し配信にも対応していた。2021年1月20日開催のTCK女王盃を最後に一旦配信を休止したが、同年4月13日開催のブリリアントカップから配信を再開。2021年度以降は4月から12月までの重賞開催日が対象となる。2022年12月31日の東京2歳優駿牝馬当日の中継を持って終了した。

### その他
南関東他場との協同開催時は協同開催先の独立放送局（テレ玉・チバテレ）でもトゥインクルレースの一部が放映される場合がある。なお、その場合はTOKYO MXでは逆に協同開催先のレースの一部を放映している。

## 番組内コーナー
2009年度まではレースの合間に以下のような企画を不定期に放送していた。
- きょうのイチ押し - 場内で営業している予想屋と当日の解説者が、それぞれイチ押しと考える予想を紹介する。
- TCK NET LINE - TCKに関するニュースのコーナー。
- TCK MEMORYS - 開催中の重賞の中で過去のレースを振り返る（例えば、帝王賞なら過去の帝王賞1回を振り返る）。
- BAッキュン! ONLY ONE - BAッキュン!のメンバーが日替わりで、自分が興味を持ったONLY ONEのものをフォトアルバム風に紹介する。
- あすコレ - 当日の解説者（最終日以外）が、翌日のレースに狙える1頭を紹介する。
- つぎコレ - 最終日の解説者が次開催に狙える1頭を紹介する。
- 重賞ヒストリー - 重賞競走の過去のデータを分析し、有力馬を予想する。
- 重賞狙い撃ち - BAッキュン!のメンバーと当日の解説者が、その週に行われる重賞競走の展望を行う。各馬の注目度を「狙い撃ちポイント」で紹介する。最高ポイントは100で、単位はBAッキュン!。
- V MARK - 注目馬の前走を振り返り、レースの勝負どころでの各馬の位置取りを予想。最も有力な馬にVマークをつける。
- 能調1番しぼり - 当日の解説者（ほぼ最終日の解説者）が能力試験で1番良く見えた1頭を紹介する。
- ドバイへの道 - 番組の解説者とBAッキュン!のメンバーが1名ずつでチームを組み1万円を元手に馬券で100万円に増やし、ドバイを目指す。
- 厩舎探訪 - 高橋華代子が南関東公営競馬の厩舎を訪ね、スタッフへのインタビューや所属する競走馬の近況を伝える。

また番組内で発表したテーマのFAXを募集し、レースの合間に紹介していた。

## 出演者

### 現在
司会者
★印…ジョイスタッフ所属。
- 2019年4月より

山田桃子★
- 2020年4月より

佐田志歩★
- 2021年4月より

剣持幸恵★
- 2022年5月より

堀江舞★
飯野詩帆
- 2024年4月より

石川晴香
鈴元まい
上記8名が『南関東地方競馬中継』の司会も担当する。

### 過去
司会者
- 1995年11月〜1996年3月

池田孝一郎（元TBSアナウンサー）／ほんまゆみ
- 1996年4月〜6月

及川暁（耳目社）／大森由布子
- 1996年7月〜1999年3月

小森谷徹／大森由布子
- 1999年4月〜2000年3月

小森谷徹／田中菜美
- 2000年4月〜2005年3月

小森谷徹
＜後半＞
井上佳子／松田京子
井上・松田は隔日でアシスタントを務めていた。
- 2005年4月〜2007年3月

＜後半＞
小森谷徹／柳沼淳子／尾島圭美
尾島はチバテレ・テレ玉で放送していた『中央競馬新聞情報やじ馬競馬』の司会を務めていた。
- 2000年4月〜2007年3月

＜前半＞
辻村健次（耳目社）／松藤将弘／内田朱美（元tvkアナウンサー）／高井理江
高井は2007年4月よりテレ玉『バッハプラザ』月曜司会者。
- 2007年4月〜2008年3月

坂熊孝彦
- 2007年4月〜2009年3月

岡田貴之
- 〜2010年3月

竹内義貴／横山剛
- 〜2011年3月

吉原完／住田洋／山中寛（耳目社）
- 2011年4月以降

成嶋早穂（2011年4月〜9月）
高橋万里恵（2011年4月〜2012年3月28日）
斎藤ゆき（2011年4月〜2012年3月30日）
中岡由佳（2011年12月〜2012年3月27日）
岩崎千明（2011年4月〜2013年3月）
竹内優美（2011年7月〜2013年3月）
安藤あや菜（2011年4月〜2014年3月）
須貝茉彩（2012年4月〜2014年3月）
柳沼淳子（2013年4月15日〜2014年7月）※6年ぶりの出演だった。
竹村優香（2013年4月19日〜2015年3月20日）
中川ちひろ（2012年4月〜2017年3月）
沖津那奈（2015年4月6日〜2019年3月）
西島まどか（2017年4月〜2019年3月）
佐々木麻衣（2012年4月〜2020年3月）
鈴木梢（2012年4月〜2020年3月）
瞳ゆゆ（2014年3月30日〜2020年3月）
田中歩（2015年4月6日〜2021年3月）
椎名真帆（2017年4月〜2021年3月）
宮脇美咲（2020年4月〜2022年3月）
芦崎愛（2014年3月30日 - 2024年3月）
砂岡春奈（2021年4月〜2024年）
瀬戸山知花（2017年4月〜2025年3月）
岡本桃香（2024年4月〜）
リポーター
高橋華代子
- 2011年4月〜2012年3月

長柄ひろみ
- 2012年4月〜

＜NAN★KANリポーターズ3＞
中川ちひろ／須貝茉彩／佐々木麻衣
アシスタント（BAッキュン!）
番組アシスタントのほか、「BAッキュン!」というユニット名でイベント等でも活動した。
- 2007年3月25日〜2010年3月

片山けい／佐藤織恵／佐藤唯／初音ひさみ／松原陽子
- 2007年3月25日〜2009年3月

百瀬実咲
実況
- 1995年11月〜1996年3月、1996年7月〜2006年3月＜後半＞

古川浩（元耳目社）※退社後、ホッカイドウ競馬・岩手競馬の実況を担当
- 1996年4月〜6月

辻村健次（耳目社）
- 2009年4月〜2010年3月

大川充夫（耳目社）

## 大井競馬中止時
台風接近など、大井競馬のレースが中止となった場合は、装蹄師や騎手、トラックマンなど、TCKや大井競馬にかかわる関係者への密着ドキュメンタリーや重賞プレイバックと題した過去のレースの映像を流しながら、VTRの合間に生放送で「大井競馬開催中止の知らせ」を挟み込む。
2023年12月5日は、第14回大井競馬第2日目が予定されていたものの、開門直前に電気系統のトラブルが発生し急遽開催中止となった。そのため、急遽放送自体が中止となった。TOKYO MXでの放送もすべて取りやめとなり、放送予定だった15:20 - 21:00のおよそ6時間にわたって『ヒーリングタイム&ヘッドラインニュース』が流れ続ける異例の事態となった。なお、無観客での代替開催となった9日は編成の都合もあり、TOKYO MXでの放送自体が組まれなかった。
2024年8月16日は、第8回大井競馬第5日目が予定されていたものの、台風7号の影響で開催中止となった。そのため、放送自体が中止となった。TOKYO MXでの放送もすべて取りやめとなり、放送予定だった15:20 - 21:00のおよそ6時間にわたって『2024年南関東競馬重賞ダイジェスト』が流れ続ける事となった。なお、無観客での代替開催となった翌17日は前年の代替時と同様、編成の都合により、TOKYO MXの放送自体が組まれなかった。

## 関連番組
TOKYO MXでは開催期間中、毎日23:00から23:15まで『東京シティ競馬ダイジェスト』を2006年3月24日まで放送していた。